# Ayuntamiento de Tewkesbury
El ayuntamiento de Tewkesbury es un edificio municipal en High Street en Tewkesbury, Gloucestershire, Inglaterra. Es el lugar de reunión del Ayuntamiento de Tewkesbury, un edificio catalogado de Grado II*.

## Historia
El primer ayuntamiento era una estructura medieval en el lado oeste de High Street en la esquina con Church Street. El edificio, que fue reconstruido en 1586, estaba porticado en la planta baja para la celebración de mercados, con un salón de actos en el primer piso. Sin embargo, la ubicación del edificio impidió el tráfico y, por lo tanto, en la década de 1780, el miembro del parlamento local, Sir William Codrington, ofreció pagar un nuevo edificio municipal más al norte en el mismo lado de High Street.
El nuevo edificio fue diseñado en estilo neoclásico, construido en piedra de sillería y fue terminado justo a tiempo para una visita del rey Jorge III, acompañado por la reina Carlota, en julio de 1788. La estructura original era un edificio de dos pisos bastante alejado de High Street con una alhóndiga en el frente.  La zona se convirtió en un burgo municipal con el ayuntamiento como sede en 1835. Se crearon tres celdas en el sótano para uso de la policía local en 1839, y se agregó un mercado frente a la estructura original aproximadamente al mismo tiempo. Después de que se completaron esos trabajos, el diseño completo involucró una fachada principal simétrica con tres bahías que dan a High Street; presentaba una puerta de cabeza redonda con luneta flanqueada por ventanas de guillotina de cabeza redonda colocadas en un pórtico tetrástilo con columnas de orden dórico, que flanqueaban el tramo central, y pilastras de orden dórico, que flanqueaban los tramos exteriores, sosteniendo un entablamento y un frontón, con un reloj y dos estatuas de piedra de apoyo en el tímpano. En el nivel del techo había una pequeña torre campanario. Internamente, el edificio original de dos pisos contenía una sala de audiencias en la planta baja y un salón de baile en el primer piso: el salón de baile se convirtió más tarde para crear una cámara del consejo y el salón del alcalde. fue modificado nuevamente, según los diseños de Medland and Son, en 1891.
En 1962, se estableció detrás del complejo un jardín angloamericano del recuerdo y un paseo junto al río, destinado a conmemorar la vida del personal de servicio de ambas naciones que había muerto en la Segunda Guerra Mundial. Continuó sirviendo como la sede del Ayuntamiento Municipal de Tewkesbury durante gran parte del siglo XX, pero dejó de ser la sede del gobierno local cuando se formó el Ayuntamiento de Tewkesbury ampliado con nuevas oficinas en Gloucester Road en 1974. Se convirtió entonces en el lugar de reunión del Ayuntamiento de Tewkesbury.
Sus obras de arte incluyen un retrato de Nathaniel Dance-Holland de Sir William Codrington, y un retrato de George Romney del miembro del parlamento local, James Martin.